# Droga nr 6688 (Izrael)
Droga lokalna nr 6688 (hebr. 6688 כביש) – jest drogą lokalną położoną w Dolnej Galilei, na północy Izraela. Łączy ona przygraniczne kibuce Ma’oz Chajjim i Kefar Ruppin z drogą nr 71, umożliwiając dotarcie do miasta Bet Sze’an.

## Przebieg
Droga nr 6688 przebiega przez Samorząd Regionu Emek ha-Majanot w Poddystrykcie Jezreel Dystryktu Północnego Izraela. Biegnie południkowo z północy na południe, od drogi nr 71 do kibucu Kefar Ruppin.
Swój początek bierze przy kibucu Ma’oz Chajjim na skrzyżowaniu z drogą nr 71. Jadąc drogą nr 71 na wschód dojeżdża się do przejścia granicznego Rzeka Jordan z Jordanią, natomiast jadąc na zachód dojeżdża się do kibucu Newe Etan i dalej do skrzyżowania z drogą nr 90 w mieście Bet Sze’an. Droga nr 6688 kieruje się stąd na południe, i prowadząc wśród pól uprawnych dociera do kibucu Kefar Ruppin, gdzie kończy swój bieg.